# La Solitude : intégrale 1968-1974
Albums de Léo Ferré
L'Âge d'or : intégrale 1960-1967
(2020) La Marge : intégrale 1975-1991
(2022)
La Solitude : intégrale 1968-1974 est un coffret de 18 CD de Léo Ferré, publié le 5 novembre 2021 par Universal. 
Il couvre sept ans de création de l'artiste, de Mai 68 à sa rupture avec Barclay après quatorze ans de collaboration. Ce coffret fait partie de l'intégrale mise en œuvre par Mathieu Ferré. Comme pour les deux précédents volumes, les albums originaux ont été respectés et le contenu précisément contextualisé et enrichi d'enregistrements rares et inédits.

## Contenu
- 1968 : L'Été 68

1. La Nuit
2. Madame la misère
3. Pépée
4. L'Été 68
5. L'Idole
6. Le Testament
7. C'est extra
8. Les Anarchistes
9. À toi
10. Comme une fille

## Production
- Réalisation : Mathieu Ferré & Alain Raemackers
- Crédits visuels : Patrick Ullmann (photos coffret, pochettes disque inédits & livret), Vital Maladrech (graphisme), Hubert Grooteclaes, Alain Marouani, Jacques Clarence Pauker, Geneviève Vanhaecke, Serge Arnoux, Danièle Diaz (pochettes disques)
- Textes de présentation : Mathieu Ferré, Alain Raemackers